# Park Romana Kozłowskiego w Warszawie
Park Romana Kozłowskiego – park miejski znajdujący się w północnej części dzielnicy Ursynów w Warszawie.

## Opis

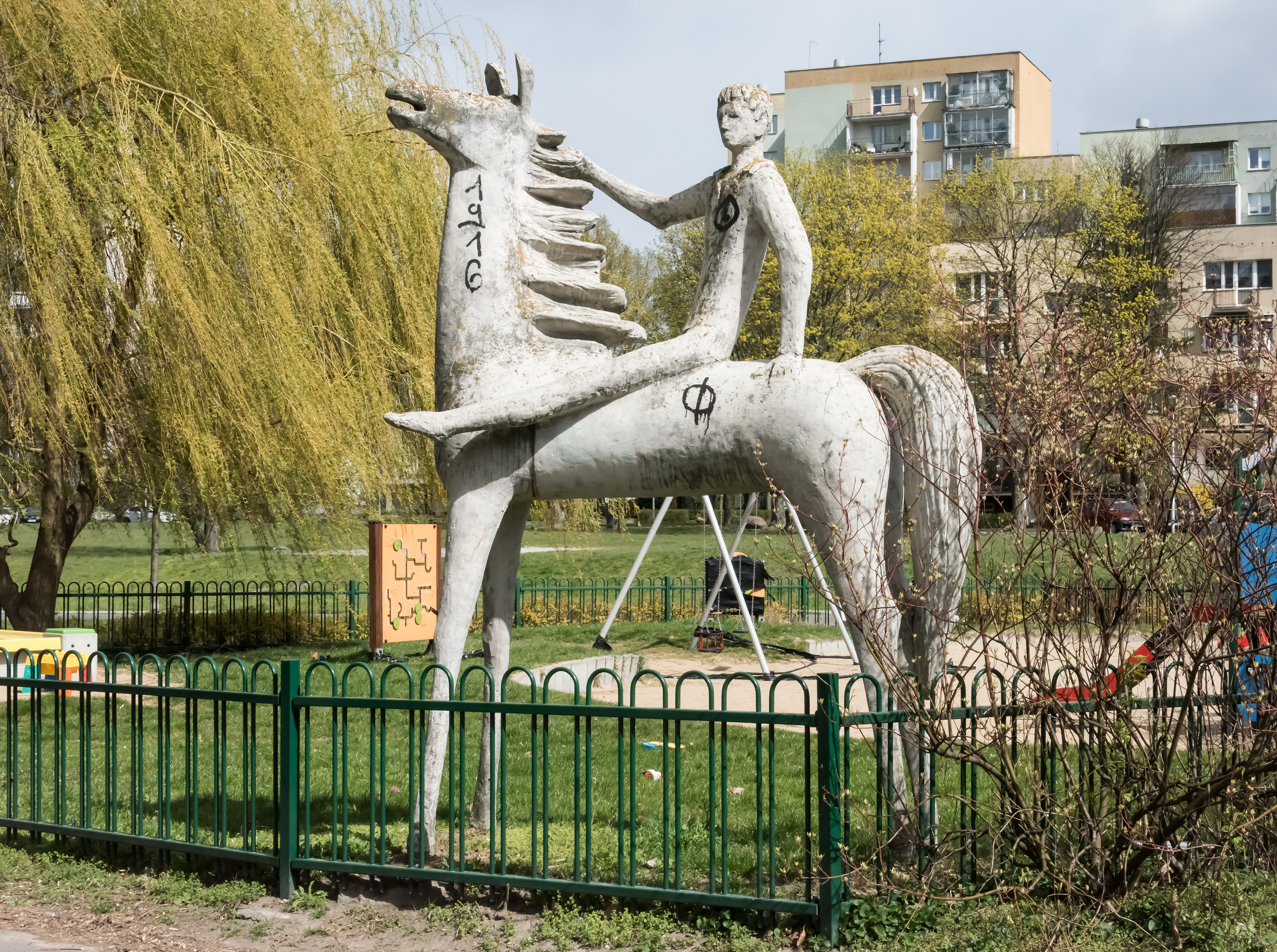
Rzeźba Jeździec na koniu Władysława Trojana

Park jest położony między ulicami Surowieckiego, Doliną Służewiecką i aleją Komisji Edukacji Narodowej. Jego powierzchnia wynosi 11,6 ha. Charakterystycznym elementem parku jest sztuczne wzniesienie – Kopa Cwila. Park połączony jest z parkiem Dolinka Służewska w dzielnicy Mokotów przez przejście pod wiaduktem ulicy Dolina Służewiecka.
Park graniczy z osiedlami Koński Jar-Nutki i SBM „Techniczna”.
Na terenie parku znajduje się rzeźba Jeździec na koniu autorstwa Władysława Trojana. Rzeźba powstała w wyniku pleneru rzeźbiarskiego zorganizowanym na Ursynowie Północnym w 1977. W pobliżu ul. Nutki znajduje się Głaz Ursynowski – pomnik przyrody i największy głaz narzutowy (obwód 9,6 m) na terenie Warszawy.
Patronem parku jest Roman Kozłowski.